# Regionalizacja fizycznogeograficzna Ukrainy
Zgodnie z uniwersalną dziesiętną regionalizacją fizycznogeograficzną Europy według FID terytorium dzisiejszej Ukrainy niemal w całości leży na Niżu Wschodnioeuropejskim, należącym do Europy Wschodniej. Poza tym do Ukrainy należą tylko niewielkie skrawki Europy Środkowej - wschodni kraniec Roztocza, niewielki wycinek łuku Karpat (Ukraińskie Karpaty) i skrajny północno-wschodni fragment Kotliny Panońskiej - Nizina Zakarpacka.

## 3Pozaalpejska Europa Środkowa

### 34Wyżyny Polskie
343 Wyżyna Lubelsko-Lwowska
343.2 Roztocze
343.23 Roztocze Wschodnie

## 5Region karpacki

### 52Karpaty Wschodnie
522, 524-526 Zewnętrzne Karpaty Wschodnie
521 Podkarpacie Wschodnie
521.1 Płaskowyż Sańsko-Dniestrzański
521.11 Płaskowyż Chyrowski
522 Beskidy Wschodnie
522.1 Beskidy Lesiste
522.11 Góry Sanocko-Turczańskie
522.12 Bieszczady Zachodnie
522.13 Bieszczady Wschodnie (ukr. Skoliwśki Beskydy)
522.14 Beskidy Brzeżne (ukr. Werchnio-Dnistrowśki Beskydy)
522.15 Gorgany
522.16 Beskidy Pokucko-Bukowińskie
522.2 Beskidy Połonińskie (ukr. Połonynśkyj chrebet)
522.21 Połonina Równa (ukr. Połonyna Riwna)
522.22 Połonina Borżawa
522.23 Połonina Czerwona (ukr. Krasna Połonyna)
522.24 Świdowiec (ukr. Swydoweć)
522.25 Czarnohora (ukr. Czornohora)
522.26 Połoniny Hryniawskie (ukr. Hryniawśki Hory)
523 Wewnętrzne Karpaty Wschodnie
523.5 Łańcuch Wyhorlacko-Gutyński (słow. Vihorlatsko-gutínska oblasť, ukr. Wułkanicznyj chrebet)
523.51 Wyhorlat (słow. Vihorlatské vrchy)
523.52 Makowica (ukr. Makowycia)
523.53 Bużora
523.54 Tupy

### 55Kotlina Panońska
554 Wielka Nizina Węgierska
554.9 Nizina Zakarpacka

## 7KaukaziKrym

### 71Półwysep Krymski
711 Nizina Północnokrymska
712 Góry Krymskie

## 8Niż Wschodnioeuropejski

### 84Niż Wschodniobałtycko-Białoruski
845 Polesie
845.1-2 Polesie Zachodnie
845.11 Zaklęsłość Łomaska
845.12 Równina Kodeńska
845.13 Równina Parczewska
845.14 Zaklęsłość Sosnowicka
845.15 Garb Włodawski
845.16 Równina Łęczyńsko-Włodawska
845.17 Polesie Brzeskie
845.21 Polesie Prypeckie
845.3 Polesie Wschodnie (Polesie Homelskie) 
845.31 Obniżenie Dorohuskie
845.32 Pagóry Chełmskie
845.33 Obniżenie Dubieńskie
845.4 Polesie Wołyńskie
845.5 Polesie Żytomierskie
845.6 Polesie Kijowskie
845.7 Polesie Czernihowskie
845.8 Polesie Nowogrodzko-Siewierskie

### 85Wyżyny Ukraińskie
851 Wyżyna Wołyńsko-Podolska
851.1 Wyżyna Wołyńska
851.11 Grzęda Horodelska
851.12 Kotlina Hrubieszowska
851.13 Grzęda Sokalska
851.14 Pasmo Pełczańsko-Mizockie
851.15 Padół Horochowski
851.16 Wyżyna Łucko-Rówieńska
851.2 Małe Polesie (Kotlina Pobuża) 
851.21 Równina Bełska
851.3 Podole Północne
851.4 Podole Zachodnie
851.5 Opole i Gołogóry
851.5* Opole
851.5* Gołogóry
851.6 Podole Wschodnie
852 Wyżyna Naddnieprzańska
853 Nizina Zadnieprzańska
854 Wyżyna Środkoworosyjska
855 Nizina Ocko-Dońska

### 86 Strefa stepowa
861 Nizina Czarnomorska
862 Wyżyna Nadazowska
863 Wyżyna Doniecka
864 Nizina Dolnego Donu